# Margarinotus uncostriatus
Margarinotus uncostriatus är en skalbaggsart som först beskrevs av Sylvain Auguste de Marseul 1854.  Margarinotus uncostriatus ingår i släktet Margarinotus och familjen stumpbaggar. Inga underarter finns listade i Catalogue of Life.